# Luise Volkmann

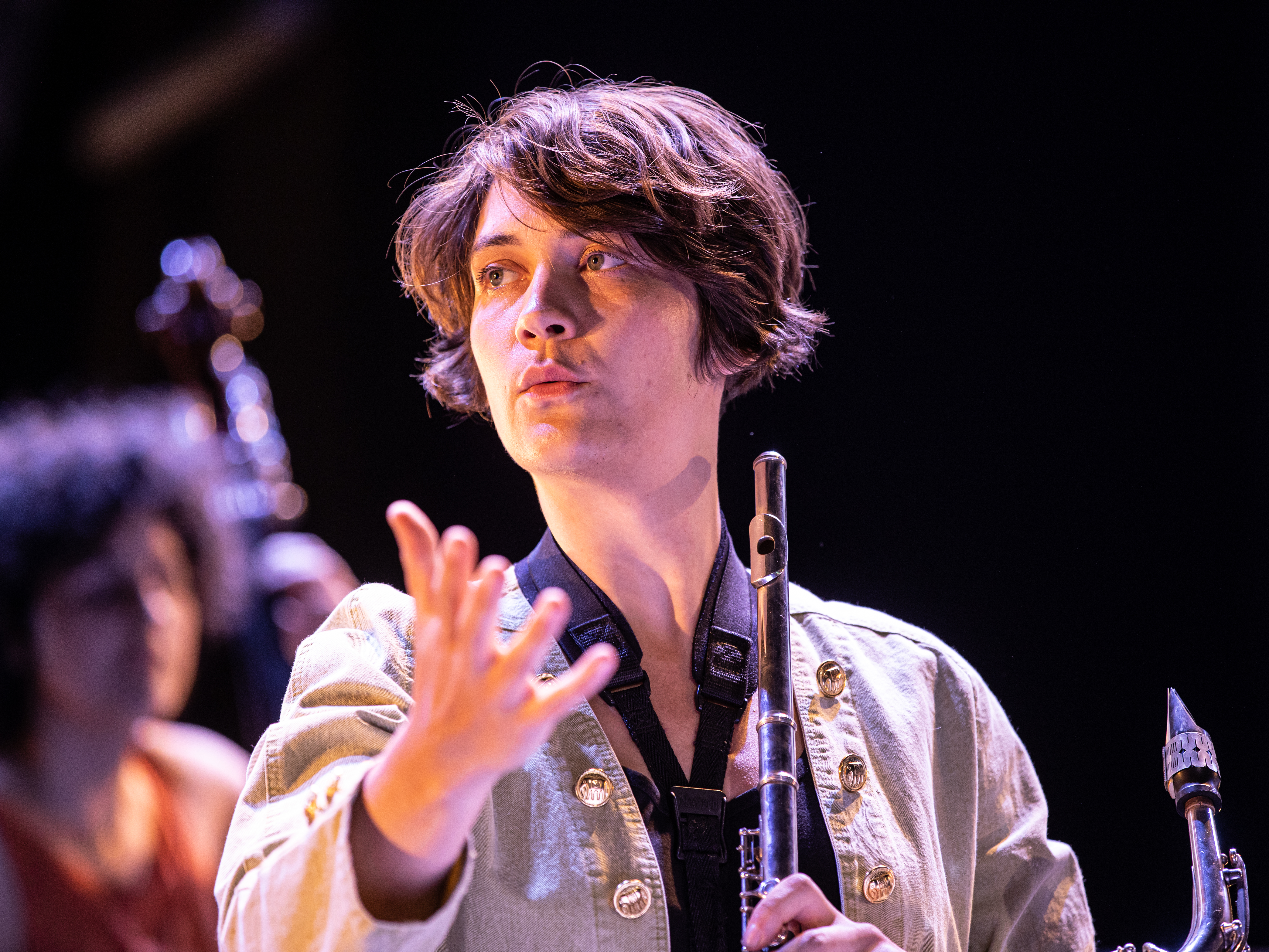
Luise Volkmann beim Moers Festival 2020

Luise Volkmann (* 1992 in Bielefeld) ist eine deutsche Jazz- und Improvisationsmusikerin (Altsaxophon, Flöte, Komposition).

## Wirken
Volkmann studierte zunächst in Leipzig bei Richie Beirach, aber auch bei Johannes Enders und Riccardo Del Fra. Weiterhin studierte sie in Paris und Köln.
Volkmann lebte in Deutschland, Frankreich, Palästina und Brasilien. Sie war eines der Gründungsmitglieder des Jazzkollektivs Leipzig und initiierte das KUBIQUE Jazzfestival.
Als Musikerin arbeitet sie mit zeitgenössischer komponierter und improvisierter Musik. Unter anderem spielte sie Konzerte mit Mia Zabelka, Nusch Werchowska, Devin Gray, Satoko Fujii, Xu Fengxia, Moritz Sembritzki und Natsuki Tamura.
Als Bandleaderin gründete sie kleine Bands wie Konglomerat und auch große Ensembles in Deutschland und Frankreich.
2014 wurde Volkmann zum Berliner Xjazz-Festival und den Leipziger Jazztagen eingeladen; 2015 war sie im Rahmen von NRW Soundtrip, Jazz ist Revolution und dem BandleaderInnen Festival zu sehen. Für ihren Zyklus „Eudaimonia“ hat sie mit Été Large eine Formation von zwölf Musikern zusammengestellt; Die Zeit wählte Eudaimonia unter die besten Alben 2017.
Seit Anfang 2016 war Volkmann, zunächst mit einem Erasmus-Stipendium, an der Cité Internationale des Arts in Paris ansässig. 2018 trat sie mit Eve Rissers White Desert Orchestra beim Umlaut-Festival auf. In der Band Attica arbeitet sie mit Liz Kosack und Tilo Weber. Zur Eröffnung des Bauhaus-Museums in Weimar 2019 hat die LandesJugendBigBand Thüringen eine Komposition von ihr uraufgeführt.
2018 kehrte sie nach Deutschland zurück und lebt seitdem in Köln. In ihrem Trio 3grams arbeitete sie mit den Sängerinnen Casey Moir und Michael Schiefel.

## Preise und Auszeichnungen
Volkmann gewann 2020 die Kathrin Lemke Scholarship for Young Jazz Improvisers (auch: „Kathrin-Preis“): „Ihre intensive Auseinandersetzung mit den afroamerikanischen Wurzeln und Konventionen des Jazz, immer im Bewusstsein um die eigene Position einer im Hier und Jetzt spielenden westeuropäischen Musikerin nimmt Diskurse auf, die in der heutigen Zeit viele junge Menschen weltweit bewegen.“ Im Mai 2021 wurde ihr das Horst und Gretl Will-Stipendium für Jazz/Improvisierte Musik der Stadt Köln zuerkannt. 2023 erhielt Volkmann beim Jazzfestival Münster, wo sie mit zwei ihrer Bands auftrat, den Westfalen-Jazz-Preis 2023.

## Diskographische Hinweise

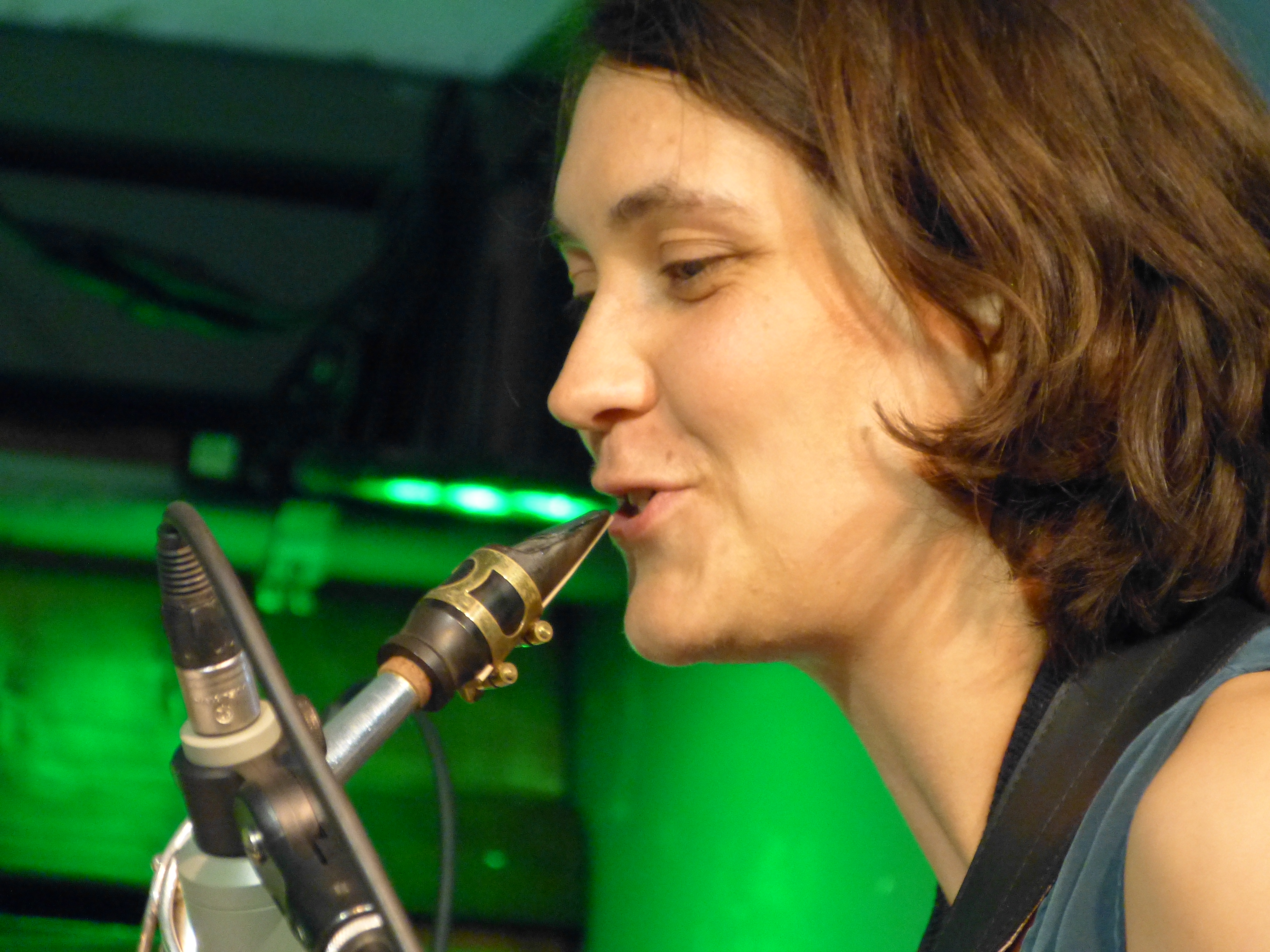
Luise Volkmann 2021 bei der Ensemble-Performance ihrer Komposition im Green Room des Stadtgartens in Köln

- Luise Volkmann, Été Large: Eudaimonia (Nwog Records,  2017, mit Gabriel Lemaire, Emmanuel Cremer, Benoît Joblot bzw. Jan Roth, Vincent Bababoutilabo, Johannes Bigge, Otis Sandsjö, Julian Schließmeyer, Athina Kontou, Fritz Mooshammer, Casey Moir, Laurin Oppermann)
- Sophia & Olga Shells in Motion (Unit Records, 2017, mit Sophia Bicking, Olga Reznichenko, Konstantin Döben, Fabian Timm, Lukas Akintaya)[8]
- Luise Volkmann, Didier Matry Wünsche (Umlaut 2019)
- Luise Volkmann Autochrom RGB (Nwog records 2019, mit Athina Kontou, Max Santner)
- Gelber Flieder: Ölbaumgewächse (Creative Sources, 2020, mit Yves Arques, João Camões)
- Luise Volkmann, Été Large: When the Birds Upraise Their Choir (Nwog Records, 2020), mit Timothée Quost, Janning Trumann, Vincent Bababoutilabo, Jędrzej Łagodziński, Paul Jarret, Yannick Lestra, Lola Malique, Athina Kontou, Max Santner, Casey Moir, Laurin Oppermann[9]
- Rites des passages (NWog Records 2023)[10]